# Atelierwand (1872)
Atelierwand ist ein Gemälde von Adolph von Menzel aus dem Jahr 1872. Es befindet sich in der Hamburger Kunsthalle.
Von Menzel sind zwei Gemälde mit dem Titel Atelierwand überliefert; das ältere stammt aus dem Jahr 1852 und befindet sich heute in der Alten Nationalgalerie in Berlin. Es zeigt Abformungen und Präparate oder Modelle menschlicher Gliedmaßen und einen Schädel. Zwanzig Jahre später befasste sich Adolph von Menzel noch einmal mit dem Thema. Dieses zweite Bild wurde 1896 von Alfred Lichtwark erworben und gehört seitdem zu den wichtigsten Exponaten der Hamburger Kunsthalle. Lichtwark war besonders von der Behandlung von Licht und Schatten auf dem Gemälde fasziniert und sah darin eine Beziehung zu dem – allerdings deutlich früher gemalten – Bild Überfall [bei Hochkirch] von 1856.
Eine Einordnung des Bildes in gängige Gattungsdefinitionen stellt den Betrachter vor Schwierigkeiten. Stephanie Hauschild stellte fest: „Es stellt zwar eine Wand in einem Maleratelier dar, aber ein echtes Atelierbild, wie es etwa Velázquez schildert, scheint es nicht zu sein. Es rückt die unbelebte Welt der Dinge in den Vordergrund, aber wie ein echtes Stillleben wirkt es trotzdem nicht. Die fragmentarische Form und die rasante Tiefenflucht passen weder zu dem einen noch zu dem anderen.“

## Beschreibung
Adolph von Menzel stellte auf dem Gemälde einen Wandabschnitt seines Ateliers in der Potsdamer Straße 7 dar, das er von 1871 bis 1875 nutzte. Zentrales Motiv sind diverse von unten her beleuchtete Gipsabgüsse und Arbeitsmaterialien, die an Holzleisten hängen, welche an einer rot gestrichenen oder tapezierten Wand angebracht sind. Von Gemälden, die offenbar auch an dieser Wand hingen, sind nur kleine Ausschnitte und vergoldete Rahmen am Rand des hochformatigen Bildes zu sehen.
Die horizontal angebrachten Holzleisten auf dem Gemälde betonen die Perspektive, deren Fluchtpunkt sehr tief links unten sitzt. Stephanie Hauschild sieht darin, wie in anderen ungewöhnlichen Perspektiven, die Menzel gewählt habe, eine Auseinandersetzung mit Seherfahrungen des kleingewachsenen Künstlers, doch ist andererseits zu bedenken, dass dieser Blickwinkel bei Ausnutzung der mutmaßlich nicht ganz geringen Raumhöhe des Ateliers leicht zustande kommen konnte. Er ermöglicht jedenfalls einen Blick auf die Unterkanten etlicher Gipsabgüsse und damit die Erkenntnis, dass diese hohl sind.
Auf mittlerer Höhe hängen zwei Torsi, die laut Stephanie Hauschild eventuell der Venus von Milo und dem Laokoon zuzuordnen sind; beide Darstellungen wären dann allerdings deutlich kleiner als die Originale. Der weibliche Torso befindet sich etwa in der Bildmitte und erhält das meiste Licht; auch scheint er aus hellerem Material hergestellt zu sein als der männliche Torso rechts daneben. Er endet knapp unterhalb des Bauchnabels, während der männliche Torso schon weiter oben glatt abgeschnitten ist. Rechts unterhalb des weiblichen Torsos hängt eine ebenfalls hell angestrahlte und aus hellem Material hergestellte, im Verhältnis sehr groß wirkende linke Hand, deren rechter Zeigefinger nicht mehr vollständig ist. Hauschild deutet dies als Hinweis auf Menzels Linkshändigkeit. Auf der anderen Seite des weiblichen Torsos, unmittelbar neben der hell angestrahlten rechten Brust, ist die Totenmaske des mit Menzel befreundeten Kunsthistorikers Friedrich Eggers zu sehen. Dieser Kopf ist nach vorn geneigt, die Augen geschlossen oder zumindest niedergeschlagen, das Material graugelblich. Daneben schließt sich die etwas hellere Maske eines bärtigen Mannes an, neben der die Ausformung eines Hundekopfes unter einem Tierschädel hängt.
In der unteren Reihe hängen, rechts und links der bereits erwähnten großen Hand und eines Bündels mit Handwerkszeug, weitere vier Totenmasken, zwei in der rechten unteren Bildecke, zwei links. Laut Stephanie Hauschild handelt es sich um Dante und Schiller, eine unidentifizierte Person und, in der rechten Ecke, entweder Goethe oder Wagner.
In der oberen Reihe sind sechs Porträtköpfe bzw. Masken zu sehen, zwei davon von Kindern oder Putten. Darunter ist auch Menzels Selbstporträt, laut Hauschild zwar in Form einer Totenmaske dargestellt, jedoch mit erhobenem Blick, außerdem ein Porträt Friedrichs des Großen.

## Rezeption
Das Bild fand einerseits aufgrund seiner neuartigen Komposition Beachtung: Werner Hofmann etwa bezeichnete das Gemälde als „verschlüsseltes Manifest“. Menzel, der mit den Bildkonventionen des 19. Jahrhunderts brach, gehörte zu den Malern, die die Ästhetik des Fragments entdeckten und keine Unterschiede zwischen der Wertigkeit der abgebildeten Gegenstände machten. Seine Assemblagen aus Bruchstücken sieht Hofmann als Vorboten der surrealistischen Gegenstandskombinatorik des 20. Jahrhunderts.
Andererseits wurde der biographische Bezug des Gemäldes in den Blick genommen. Die zentral ins Bild gerückte Totenmaske des Kunsthistorikers Friedrich Eggers, der 1872 verstarb, gibt der Darstellung den Charakter eines Gedenkbildes.
Schließlich lässt sich das Gemälde auch ganz allgemein als Umsetzung des Themas Memento mori sehen und schließt damit an eine lange künstlerische Tradition an. Totenmasken, Bruchstücke und Schädel können als Symbole der Vergänglichkeit gesehen werden; Schere und Faden sind zwar auch Handwerkszeug des Bildhauers und als solche dem Interieur eines Ateliers zugehörig, gehören aber gleichzeitig zu den Attributen der Parzen, die den Lebensfaden abschneiden.
Ein anonymer Autor meinte: „Allgemeiner betrachtet erinnert die gespensterhafte Natur all dieser Gussformen an die ausgeschlachteten Rüstungen, die Menzel im Winter 1866-67 kurz nach Vollendung einer anstrengenden Phase schöpferischer Arbeit im Zeughaus des königlichen Schlosses malte. In der Atelierwand präsentiert Menzel weder ein beliebiges Nebeneinander von Objekten noch ein allegorisches Schema, sondern vermittelt stattdessen das eindringliche, kurzlebige Wesen von grundlegenden Aspekten der menschlichen Existenz. Im Oktober 1872, dem in der Ecke dieses Gemäldes eingetragenen Datum, hatte Menzel bereits die Arbeit am Eisenwalzwerk (1875 vollendet) aufgenommen.“
Andrés Castro schrieb ein Gedicht über das Gemälde mit dem Titel Atelierwand (1872). Er versuchte dabei keine Identifizierung der dargestellten Personen, sondern konzentrierte sich auf die Stimmung des Bildes und die Wirkungen des Lichtes.

## Ausstellung
Im Jahr 2008 wurde das Gemälde in der Ausstellung Adolph Menzel und Lois Renner – Das Künstleratelier in Hamburg zusammen mit Arbeiten des Fotografen Lois Renner gezeigt.

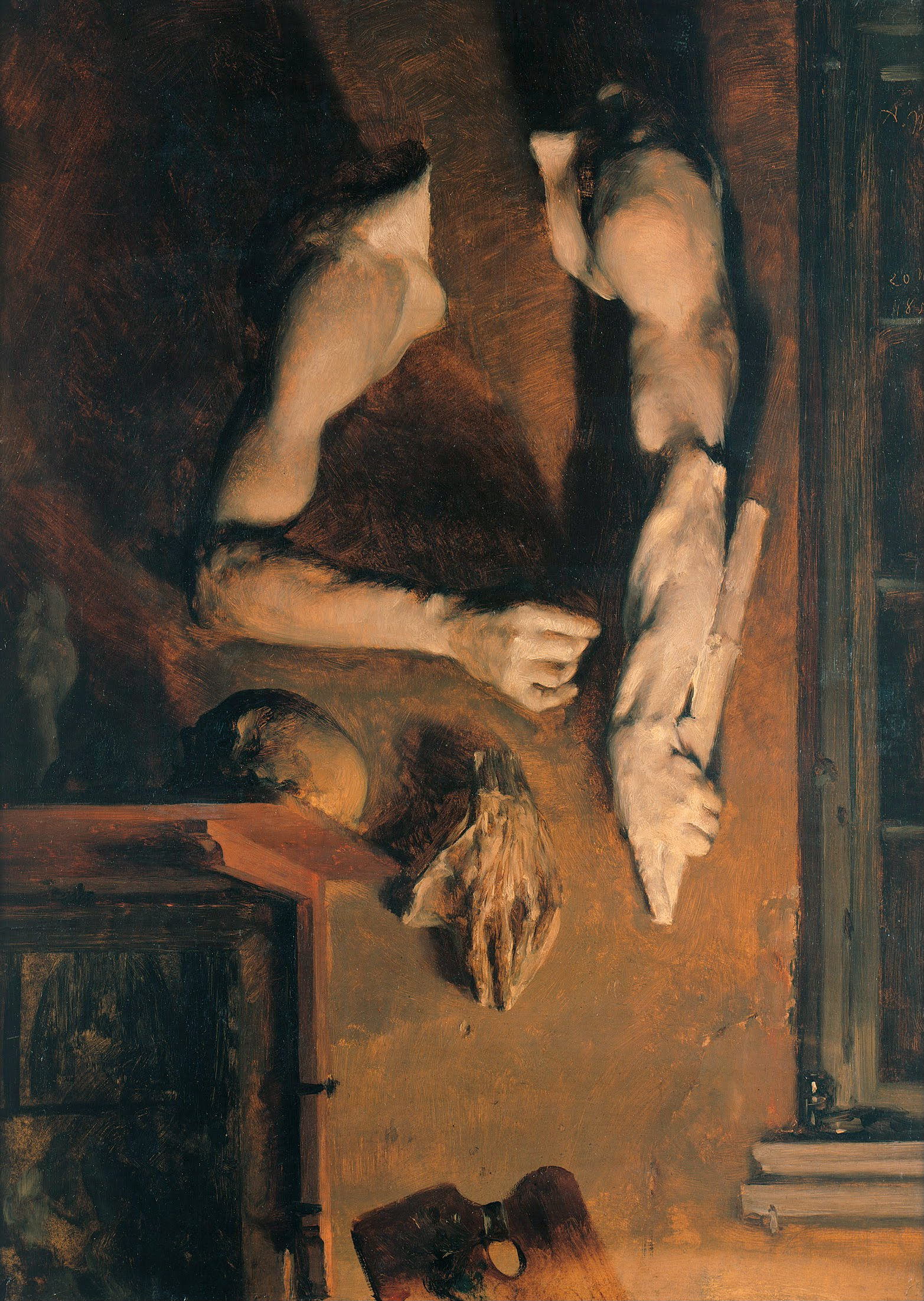
Atelierwand (1852)
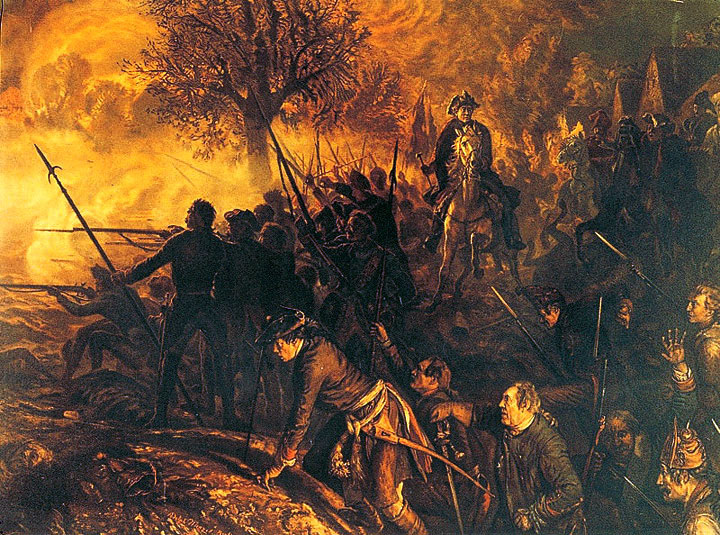
Überfall (1856)
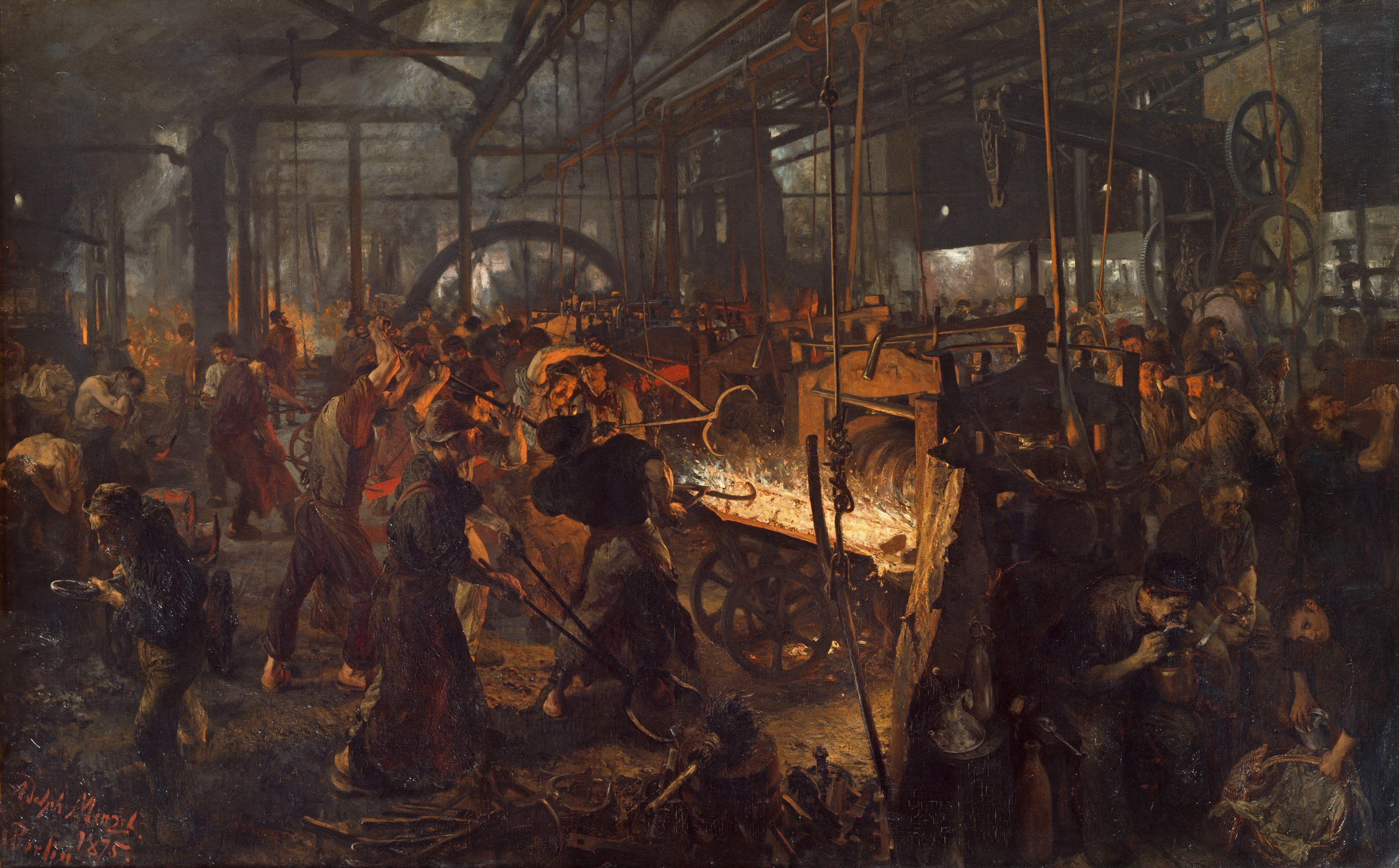
Eisenwalzwerk (1872–1875)